# Pólen

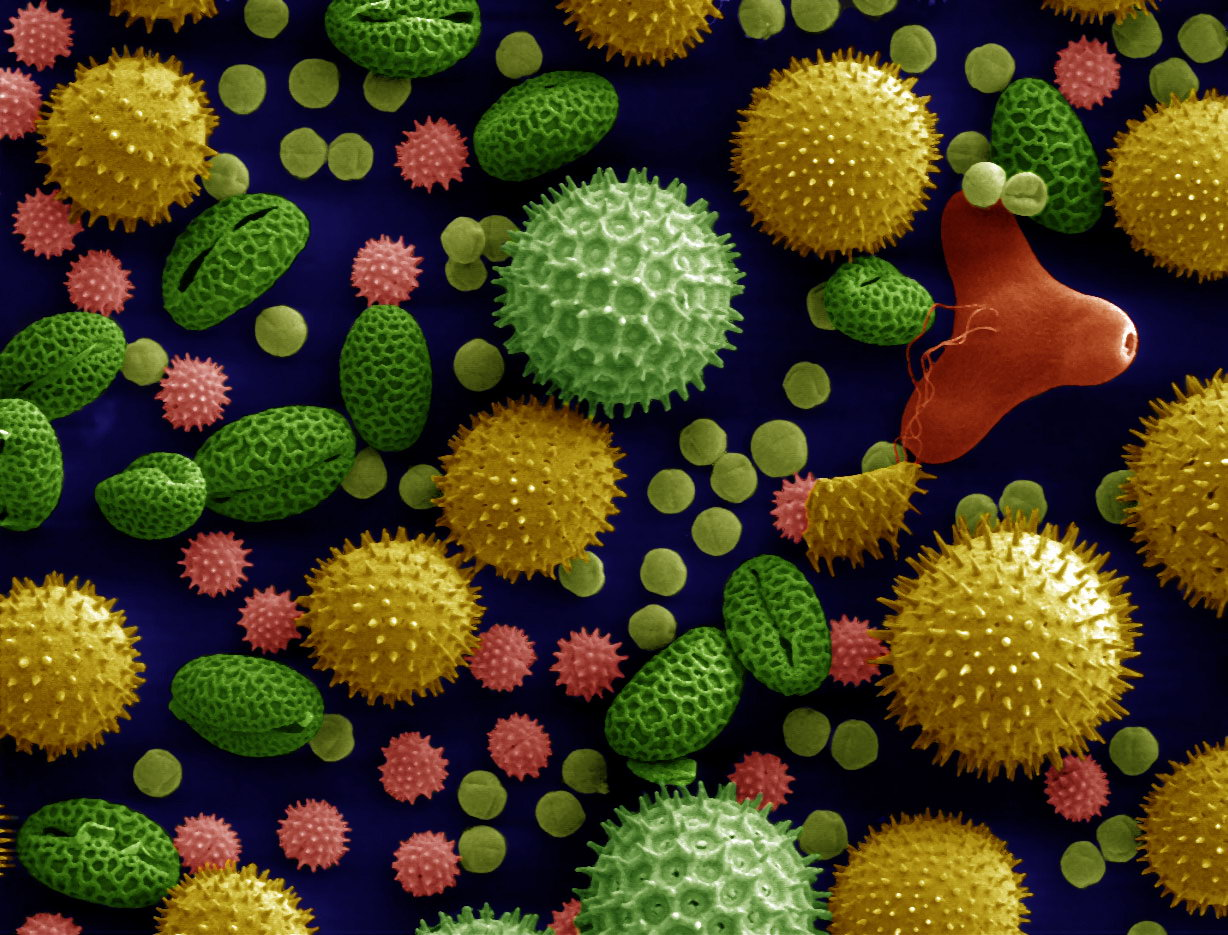
Grãos de pólen variados.

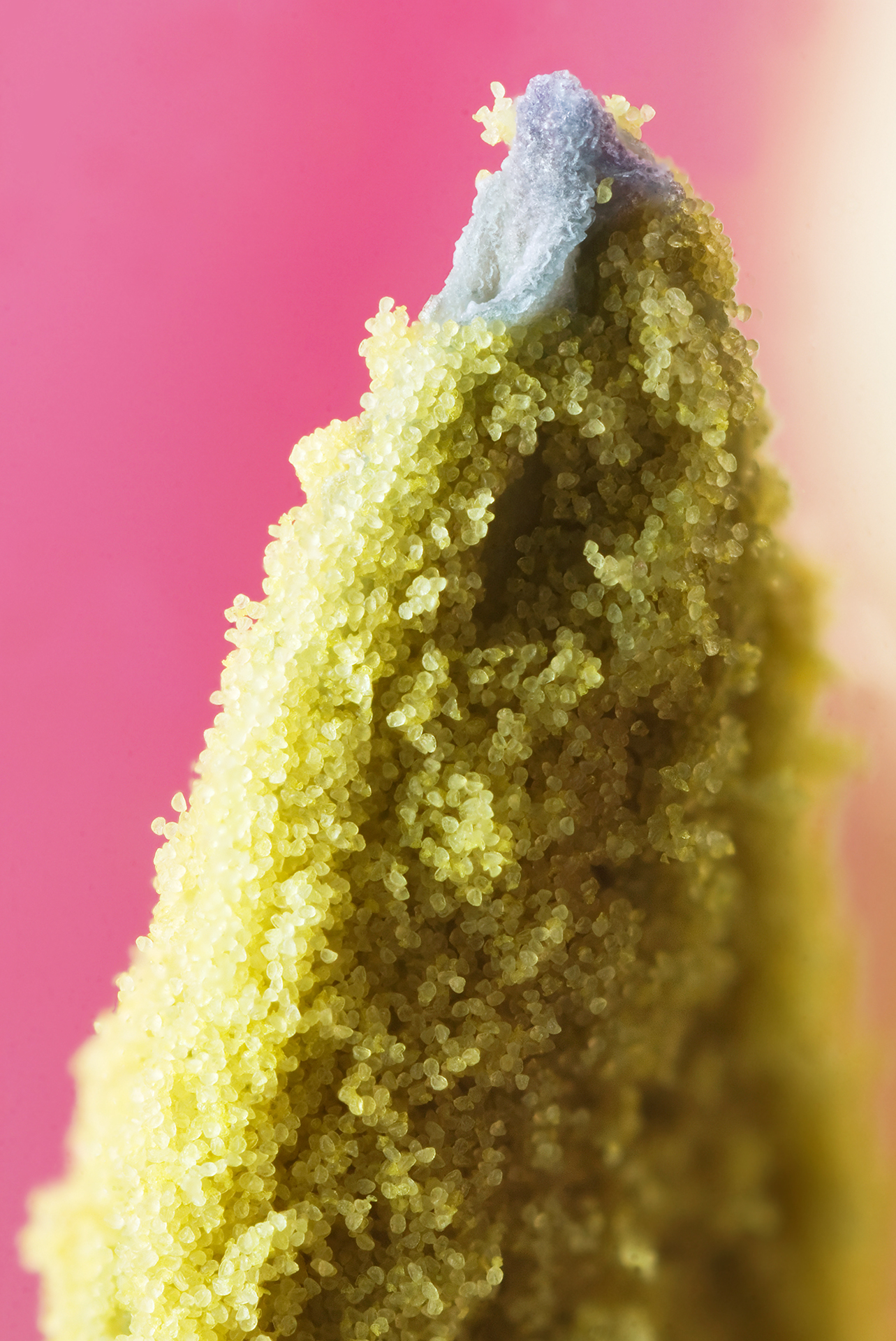
Estame de uma tulipa recoberto por grãos de pólen.

O pólen ou polem (do latim pollen) é o conjunto dos minúsculos grãos produzidos pelas flores das angiospermas (ou pelas pinhas masculinas das gimnospermas), que são os elementos reprodutores masculinos ou microgametófitos, onde se encontram os gâmetas que vão fecundar os óvulos, que posteriormente irão se transformar em sementes. O estudo do pólen é a palinologia.

## Características do pólen
Os grãos de pólen são normalmente arredondados, embora os dos pinheiros sejam alados, e podem ser muito pequenos, apenas alguns micra. O menor grão de pólen conhecido é o do Myosotis, com cerca de 6 μm (0,006 mm) de diâmetro. A forma e ornamentação dos grãos de pólen é típica de cada família ou mesmo espécie de plantas.
O pólen contém uma grande proporção de proteínas (16 a 40%) contendo todos os aminoácidos conhecidos, assim como numerosas vitaminas, principalmente as vitaminas C e PP, sendo a principal fonte de proteína na alimentação das abelhas. Outro importante produto fabricado com pólen é a geleia real. Esta composição do pólen pode ser responsável pelas alergias que lhe são atribuídas.
Pesquisas recentes indicam que o pólen é o alimento mais completo e valioso da natureza, pois além de conter todos os aminoácidos essenciais ao organismo humano, também é rico em oligoelementos minerais, fibras, hormônios vegetais e vitaminas (conforme mencionado anteriormente). O pólen também estimula o funcionamento de todos os órgãos internos, melhorando, inclusive, o desempenho sexual. Tem valor nutritivo muito superior à carne ou à proteína de soja. Possui propriedade antioxidante, antianêmica e auxiliar no tratamento preventivo da prostatite. Pode ser utilizado no tratamento de anemias profundas visto que eleva rapidamente a taxa de hemoglobina no sangue.
O pólen é vendido como um suplemento nutricional, comercializado como "pólen de abelha". Neste caso o pólen pode ser adicionado de enzimas presentes na saliva da abelha, que transformam o pólen em uma massa de maior valor nutricional. Existe também o pão de abelha, que é o pólen coletado dentro da colmeia, nos opérculos, onde já se transformou em um outro produto de altíssimo valor nutricional, devido à ações enzimáticas. O pólen apícola e o Pão de Abelha possuem todos os aminoácidos essenciais ao ser humano.

## Estrutura e formação do pólen
Os grãos de pólen são produzidos por meiose no microsporângio das plantas angiospermas, que é o estame, ou a escama masculina das gimnospérmicas.
Cada grão de pólen é um gametófito que contém dois núcleos haploides, um maior que corresponde a uma célula vegetativa e outro menor que irá formar os gametas, que irão fecundar a oosfera e célula média, gametas femininos encerrados dentro do óvulo.
Esta estrutura bicelular encontra-se dentro de numa parede de celulose, a intina, recoberta por um invólucro muito resistente de esporopolenina, um biopolímero ligado a ceras e proteínas. Esta camada externa é denominada exina e é composta de três partes:
- tectum, que contém os elementos esculturais que dão a forma exterior ao grão de pólen;
- columelas, uma estrutura em forma de colunas; e
- base, uma estrutura sólida formada sobre a intina.

Este invólucro possui ainda pequenas aberturas (pontos de menor resistência) por onde sairá o tubo polínico, que penetra no estigma para fecundar o óvulo.
Monossulcado
Um grão de pólen monossulcado é aquele que apresenta apenas uma abertura na sua exina. É o tipo polínico predominante entre as Monocotiledôneas e alguns grupos basais de Dicotiledôneas. Acredita-se que seja o tipo mais primitivo de grão de pólen, do qual todos os outros teriam sido originados. Esta teoria é corroborada pela paleontologia, que constata a presença deste tipo de grãos de pólen e sua predominância desde os primórdios da história evolutiva das Angiospermas.
Trissulcado
Grão de pólen trissulcado é aquele que apresenta 3 sulcos em sua exina. É o tipo polínico predominante entre as Dicotiledôneas, sendo raros entre algumas famílias basais, em outras famílias como Asteraceae e Malvaceae, e entre as Monocotiledôneas. A possibilidade do tubo polínico desenvolver-se a partir de 3 pontos diferentes do grão de pólen parece facilitar a fertilização dos pistilos, o que leva a crer que o pólen com 3 aberturas teria sido um aprimoramento de um modelo polínico mais primitivo, com 1 abertura, observado em tais famílias basais.

## Polinização
A transferência dos grãos de pólen dos órgãos onde são produzidos até à estrutura reprodutiva feminina (o carpelo das angiospérmicas ou a escama feminina das gimnospérmicas) chama-se polinização.
Durante o processo evolutivo, as plantas desenvolveram várias estratégias reprodutivas, para assegurar a sua multiplicação e colonização dos habitates. As espermatófitas, ou seja, as plantas que produzem flores, apresentam várias modalidades de polinização como estratégias reprodutivas:
- Autopolinização - algumas espécies de plantas admitem a germinação dos grãos de pólen no estigma da mesma flor que o produziu, ou em outras flores da mesma planta; esta estratégia diminui as possibilidades de recombinação genética, mas assegura que maior número de óvulos sejam fecundados.

A maior parte das espécies, no entanto, desenvolveu estratégias para aumentar as possibilidades de recombinação - a transferência dos grãos de pólen por elementos exteriores à flor:
- Polinização anemófila - realizada pelo vento - estas plantas produzem grande número de grãos de pólen, muito leves ou com extensões da exina, como os grãos de pólen alados dos pinheiros, que lhes permitem ser transportados para flores de plantas que se encontram a maior distância da que os produziu, portanto com maior probabilidade de terem um genoma diferente;
- Polinização entomófila - realizada por insetos - as flores possuem características que atraem os insetos, tais como nectários, coloração ou cheiro especiais;
- Polinização hidrófila - realizada pela água - este tipo de polinização é mais frequente nas plantas aquáticas.

## Alergias ao pólen
Alergia ao pólen é chamada rinite alérgica. Um sistema de medição do pólen em áreas por dia foi criado por William Frankland. Geralmente grãos de pólen que causam alergias são aqueles de plantas anemófilas, que produzem grãos leves de pólen em grande quantidade para serem dispersos pelo vento, e subsequentemente penetram as vias nasais humanas através da respiração. Plantas anemófilas geralmente tem flores imperceptíveis, ou seja, não são chamativas. Plantas entomófilas produzem pólen que é relativamente pesado e pegajoso, para dispersão através de insetos polinizadores.
Frequentemente, nos Estados Unidos, pessoas falsamente culpam a flor entomófila "goldenrod" (Ambrosia trifida) pelas alergias. O pólen dessa flor não é levado pelo ar, somente há um caminho para que ele alcance as vias nasais: seria retirá-lo da flor e colocá-lo nas cavidades nasais. No fim do verão e outono alergias causadas por pólenes são geralmente por erva-de-Santiago, uma comum flor anemófila e não atrativa. O estado do Arizona foi considerado como um lugar seguro para pessoas alérgicas ao pólen, pois erva-de-Santiago não cresce no deserto. Entretanto, com subúrbios crescendo e a população começando a cultivar gramados irrigados e jardins, a erva-de-Santiago estabeleceu-se com segurança e o Arizona perdeu seu status de isento da rinite alérgica. Exemplos de plantas anemófilas são o carvalho, a hicória (noz americana) e a noz-pecã; e no início do verão a grama também pode causar alergia. Flores cultivadas são frequentemente mais entomófilas e não causam alergia.
A "doença do secamento do painel de sangria" (cessamento da extração do látex) da árvore da borracha também pode ser causada por vírus transmitido por grãos de pólen."